# Большой (фильм, 1988)
«Большо́й» (англ. Big) (1988) — семейная комедия в жанре фэнтези с Томом Хэнксом, завоевавшая ряд престижных наград.
Режиссёром картины, одним из сценаристов которой была его сестра, должен был стать Стивен Спилберг, но позже его место заняла Пенни Маршалл.
По версии Американского института киноискусства фильм занимает 42-е место в списке 100 комедий и 10-е место в списке «10 фэнтези-фильмов» в 10 фильмах из 10 жанров.

## Сюжет
Осень 1987 года. Тринадцатилетний мальчик Джошуа Баскин страдает от подростковых комплексов и мечтает поскорее стать взрослым, «большим». Во время посещения с семьёй парка развлечений он находит странный игровой автомат в виде предсказателя судьбы Золтара. Джошуа загадывает желание стать большим и бросает в автомат монету. На следующий день, 12 сентября 1987 года, Джошуа просыпается и обнаруживает, что превратился в мужчину тридцатилетнего возраста. Мать принимает его за грабителя, и Джошуа приходится бежать из дома. Он бросается обратно к Золтару, но передвижной парк уехал из города, подобных автоматов нигде нет.
Джошуа уезжает в Нью-Йорк. В переезде и обустройстве ему помог школьный друг и сосед Билли, которого сначала пришлось убедить в реальности превращения. Будучи взрослым мужчиной, Джошуа вынужден искать заработок и устраивается на работу в фирму «Игрушки Макмиллана» (MacMillan Toy Company). Джошуа получает должность клерка в отделе формирования заказов. На выходных Джошуа заходит в магазин игрушек, где случайно встречает главу компании Макмиллана. Будучи подростком по уровню развития, он объясняет главе компании свой взгляд на стратегию продаж игрушек. Макмиллан назначает его на пост вице-президента по разработке новой продукции. Его стремительный карьерный рост и детская непосредственность привлекают высокопоставленную сотрудницу фирмы Сьюзен Лоуренс. Между ними начинается роман, однако жизнь мальчишки в теле взрослого мужчины долго продолжаться не может. Джошуа тоскует по своим родителям и прежней жизни. Он находит тот самый игровой автомат, который исполнил его желание, и возвращает себе прежний облик.

## В ролях
- Том Хэнкс — Джош Баскин (30-летний)
- Дэвид Москоу — Джошуа «Джош» Баскин (13-летний)
- Элизабет Перкинс — Сьюзен Лоуренс, вице-президент компании
- Роберт Лоджиа — мистер Макмиллан, глава компании игрушек
- Джон Хёрд — Пол Дэвенпорт, вице-президент компании, любовник Сьюзен
- Джаред Раштон[англ.] — Билли Фрэнсис Копецки, одноклассник и друг Джоша
- Джон Ловитц — Скотти Бреннен
- Мерседес Рул — миссис Баскин

## Награды и номинации
- 1988 — Венецианский кинофестиваль
  - Специальная премия за детский фильм (особое упоминание) (Пенни Маршалл)
- 1988 — Премия Ассоциации кинокритиков Лос-Анджелеса
  - Лучшая мужская роль (Том Хэнкс)
- 1989 — Премия «Золотой Глобус»
  - Лучшая мужская роль (комедия или мюзикл) (Том Хэнкс)
- Номинация:
  - Лучший фильм (комедия или мюзикл)
- 1989 — номинация на премию «Хьюго»
  - Лучшая драматическая постановка
- 1989 — номинации на премию «Оскар»:
  - Лучшая мужская роль (Том Хэнкс)
  - Лучший оригинальный сценарий (Гэри Росс, Энн Спилберг)
- 1990 «Сатурн»:
- Награды:
  - Лучшая мужская роль (Том Хэнкс)
  - Лучшая мужская роль второго плана (Роберт Лоджиа)
  - Лучший сценарий (Гэри Росс), Энн Спилберг)
- Номинации:
  - Лучший фильм-фэнтези
  - Лучший режиссёр (Пенни Маршалл)
  - Лучший молодой актёр или актриса (Джаред Раштон)

## Режиссёрская версия
Режиссёрская версия фильма вышла в двухдисковом DVD-издании 8 мая 2007 года. В отличие от предыдущей версии хронометраж увеличен на 26 минут.